# Vörs
Vörs là một thị trấn thuộc hạt Somogy, Hungary. Thị trấn này có diện tích 22,65 km², dân số năm 2010 là 468 người, mật độ 21 người/km².